# Merosargus incanus
Merosargus incanus är en tvåvingeart som beskrevs av James och Mcfadden 1971. Merosargus incanus ingår i släktet Merosargus och familjen vapenflugor. Inga underarter finns listade i Catalogue of Life.